# Franciszek Kuźnicki

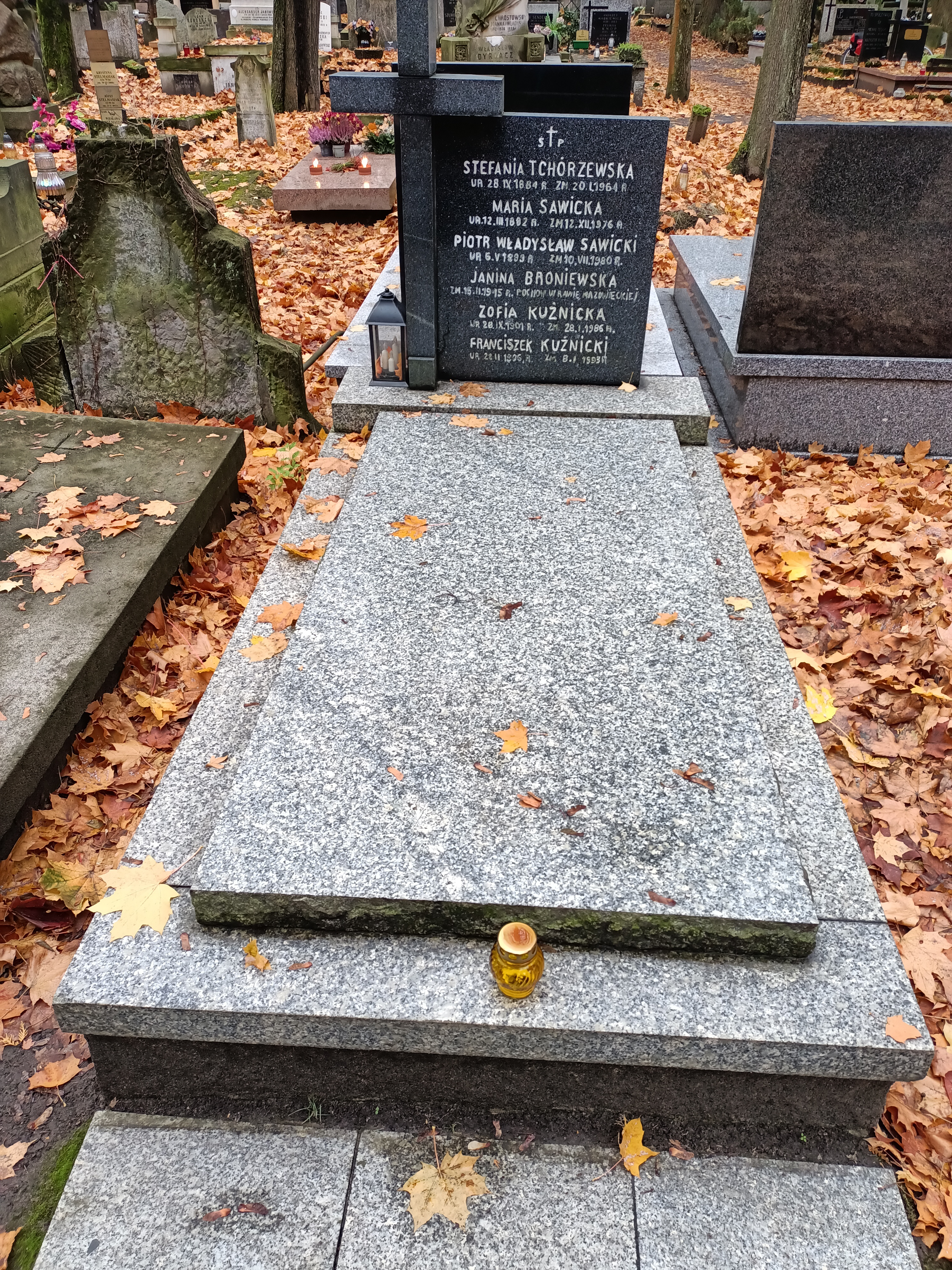
Grób Franciszka Kuźnickiego na cmentarzu Powązkowskim w Warszawie

Franciszek Kuźnicki (ur. 22 lutego 1906 w Makowcu, zm. 8 stycznia 1993 w Warszawie) – polski geodeta i gleboznawca, profesor Szkoły Głównej Gospodarstwa Wiejskiego i Politechniki Warszawskiej.

## Życiorys
W 1924 ukończył Gimnazjum im. Wojciecha Górskiego w Warszawie, a następnie studiował na Wydziale Rolniczym Szkoły Głównej Gospodarstwa Wiejskiego. W 1931 uzyskał stopień magistra inżyniera, a następnie odbył służbę wojskową w szkole podchorążych w Grodnie. W 1935 został powołany na stanowisko inspektora powiatowego klasyfikacji gruntów w Rawie Ruskiej, badał gleby Roztocza Tomaszowsko-Lubelskiego, współpracując z prof. Arkadiuszem Musierowiczem szczególną uwagę poświęcił rędzinom, w których został wybitnym specjalistą na skalę europejską.
Podczas okupacji hitlerowskiej handlował artykułami spożywczymi, a w wolnym czasie w drodze samokształcenia poszerzał wiedzę z zakresu gleboznawstwa.
Po zakończeniu wojny powrócił do Warszawy i został zatrudniony w Biurze Odbudowy Stolicy, pod kierunkiem prof. Musierowicza zajmował się badaniem gleby na terenie Warszawy. W 1946 został asystentem w kierowanej przez prof. Musierowicza Katedrze Gleboznawstwa SGGW, w 1958 na podstawie pracy Właściwości darniowo-bielicowych gleb piaskowych wytworzonych z piasków różnego pochodzenia geologicznego uzyskał tytuł doktora. 19 stycznia 1955 został odznaczony Medalem 10-lecia Polski Ludowej. W 1964 habilitował się przedstawiając rozprawę Właściwości i typologia gleb wytworzonych z kredowej opoki odwapnionej Roztocza w nawiązaniu do charakterystyki i genetycznego podziału rędzin. Od 1965 kierował Katedrą i Zakładem Gleboznawstwa na Wydziale Geodezji i Kartografii Politechniki Warszawskiej, równocześnie prowadził wykłady z gleboznawstwa na Uniwersytecie Warszawskim. Uczestniczył w pracach zespołowych organizowanych przez Katedrę Gleboznawstwa SGGW i Polskie Towarzystwo Gleboznawczego, był także sekretarzem Komitetu Gleboznawstwa i Chemii Rolnej Polskiej Akademii Nauk. Współtworzył pierwszą powojenną mapę gleb Polski w skali 1:1 000 000, za co w 1950 otrzymał zespołową Państwową Nagrodę Naukową III stopnia. Był też współautorem opracowań kartograficznych m.in. „Mapę Gleb Europy” (FAO) w skali 1:1 000 000. Do jego dorobku należą dwa podręczniki akademickie, prace z zakresu systematyki gleb Polski, skrypty do ćwiczeń z gleboznawstwa oraz ponad sto publikacji popularnonaukowych i naukowo-badawczych. Od roku 1974 profesor nadzwyczajny. W 1975 przeszedł na emeryturę.
Zmarł w Warszawie, pochowany na cmentarzu Powązkowskim (kwatera 294-4-28).

## Członkostwo
- Komitet Gleboznawstwa i Chemii Rolnej PAN,
- Polskie Towarzystwo Gleboznawcze,
- Międzynarodowe Towarzystwo Gleboznawcze,
- przewodniczący Komisji Genezy, Nomenklatury i Kartografii Gleb Polskiego Towarzystwa Gleboznawczego.